# Elliot See
Elliot McKay See (Dallas, 23 luglio 1927 – Saint Louis, 28 febbraio 1966) è stato un astronauta statunitense.
Partecipò al programma Gemini e morì precipitando in un incidente di volo prima di poter effettuare il suo primo volo nello spazio previsto con la missione di Gemini 9.

## Biografia
Elliot See studiò presso l'accademia della marina mercantile americana e presso la University of California a Los Angeles. Dal 1949 fu dipendente della General Electric, fra l'altro con l'incarico di pilota per voli sperimentali. Nel 1953 si arruolò quale pilota nella marina militare americana per ritornare nel 1956 alla General Electric, dove volò fra l'altro sugli aerei del tipo F-104 Starfighter e Northrop T-38 Talon.
See si candidò alla NASA e venne presentato al pubblico il 17 settembre 1962 come membro del secondo gruppo di astronauti. See era uno dei due civili (cioè non facente parte di un corpo militare) del gruppo composto da nove membri. L'altro era Neil Armstrong. Il suo primo incarico per un volo nello spazio gli venne assegnato l'8 febbraio 1965, come pilota dell'equipaggio di riserva per la missione Gemini 5 programmata per l'agosto 1965. L'8 novembre 1965 venne ufficialmente nominato comandante della missione Gemini 9. Durante il volo di Gemini 6 e Gemini 7 nel dicembre 1965 collaborò quale radiofonista di contatto (Capcom) dal centro di controllo di Houston Texas.
Il 28 febbraio 1966 l'equipaggio principale e quello di riserva previsto per la missione di Gemini 9 volò su due aerei biposto del tipo T38 per recarsi a St. Louis, località dove si trovava l'apposito simulatore di volo, presso il centro aereo McDonnell, la ditta costruttrice della capsula Gemini. See pilotava l'aereo con a bordo il secondo pilota Charles Bassett. A causa della scarsa visibilità See non centrò la pista di atterraggio, sfiorò un edificio e si schiantò al suolo. See e Bassett morirono sul colpo. See lasciò la moglie e tre figli.